# Xinhua (köping i Kina, Sichuan, lat 31,73, long 108,00)
Xinhua (kinesiska: 新华镇, 新华) är en köping i Kina. Den ligger i provinsen Sichuan, i den sydvästra delen av landet, omkring 390 kilometer öster om provinshuvudstaden Chengdu. Antalet invånare är 20 059. Befolkningen består av 9 500 kvinnor och 10 559 män. Barn under 15 år utgör 22,0 %, vuxna 15-64 år 67 %, och äldre över 65 år 9,0 %.
Genomsnittlig årsnederbörd är 1 617 millimeter. Den regnigaste månaden är september, med i genomsnitt 315 mm nederbörd, och den torraste är januari, med 9 mm nederbörd.